# Antenne Brandenburg
Antenne Brandenburg est une radio publique thématique allemande du groupe Rundfunk Berlin-Brandenburg.

## Histoire
À ses débuts, la radio fait partie de la Rundfunk der DDR. Elle est le successeur de trois des 14 programmes régionaux de Francfort-sur-l'Oder, Cottbus et Potsdam qui émettaient[incompréhensible] sur DDR-2 de 5h à 13h. Après Die Wende, le 6 mai 1990, Antenne Brandenburg commence à émettre sur les fréquences de DDR-2. Le 31 décembre 1991, la Rundfunk der DDR s'arrête et laisse place à l'Ostdeutscher Rundfunk Brandenburg. Antenne Brandenburg y est intégrée. Après la fusion d'ORB et de la SFB pour former la RBB en mai 2003, la station garde sa destination régionale.

## Programme
Antenne Brandenburg diffuse principalement de la musique, mais aussi l'information régionale pour le Land de Brandebourg. La musique va de la pop au schlager. Le programme s'arrête toutes les demi-heures pour un bulletin d'informations régionales concernant les régions de Cottbus, Francfort-sur-l'Oder, Perleberg, Prenzlau (seulement de 5h30 à 11h30) et Potsdam. Du lundi au vendredi, il y a, entre 14h et 17h, un magazine régional (pas à Perleberg et Prenzlau). De 22h à minuit, Antenne Brandenburg produit l'émission Pop nach zehn avec Radio Berlin 88.8. ARD-Hitnacht diffuse le même programme aussi sur SR 3 Saarlandwelle, de minuit à 5h dans la semaine, et à 6h le week-end et les jours fériés.

## Source de la traduction
- (de) Cet article est partiellement ou en totalité issu de l’article de Wikipédia en allemand intitulé « Antenne Brandenburg » (voir la liste des auteurs).